# Langsfeld Dániel
Langsfeld Dániel (Szucsány, 1794. július 20.) evangélikus tanító, igazgató Gölnicbányán.

## Élete
Szülei Langsfeld János aranyműves és Pawliár Anna voltak. Előbb Késmárkon tanult, majd 1811-ben beiratkozott az Eperjesi evangélikus kollégiumba, ahol teológiát tanult. 1816-tól a gölnicbányai iskola tanára.
A szepesi bányakerületi testvéresülés jegyzője volt.

## Művei
- 1831 Summa Augspurského Wyznáni, ucenjm z Pjsma Swatého wzatym wyswétlená, s pripogenau kritiekau historyj cyrkewnj o ziwota Luthera a s nasledujicymi poznamenanjmi a prjezych téhoz Augspurského Vyzánj, zwlásté v Uhrich ... Kassa. (Az ágostai hitvallás summája, függelékül Luther Márton élete.)
- 1843 Langsfeld Daniel göllniczi ev. lelkész' és igazgató ur' ünnepélyes óvása. Protestáns Egyházi és Iskolai Lap II/2, 23-24.[4]

## Forrásai
- Szinnyei József: Magyar írók élete és munkái.

1. 1 2 3 4  SNK authority file (szlovák nyelven). (Hozzáférés: 2022. november 4.)
2. ↑  familysearch.org Szucsány evangélikus anyakönyv
3. ↑  Durovics Alex - Kónya Péter 2015: Az Eperjesi Kollégium felsőfokú hallgatói 1667-1850. Budapest, 229 No. 1354.
4. ↑  Válasz Wittchen Ernő Moricz (Szinnyei) korompai lelkész cikkére